# ديف لاتشفورد
ديف لاتشفورد (بالإنجليزية: Dave Latchford)‏ هو لاعب كرة قدم بريطاني في مركز حراسة المرمى، ولد في 9 أبريل 1949 في Kings Heath ‏ في المملكة المتحدة. لعب مع برمنغهام سيتي ونادي بارنسلي ونادي بوري ونادي تشيلتنهام تاون ونادي ماذرويل.